# نعناعاوية
نعناعاوية (الاسم العلمي: Mentheae) هي قبيلة نباتية تتبع فصيلة الشفوية من رتبة الشفويات.

## عمائر
- نعناعينة
- قطرمينة
- قصعينينة

## أجناس
- النعناع (باللاتينية: Mentha) وهو الجنس النموذجي لهذه القبيلة.
- الزعتر (باللاتينية: Thymus)
- القطرم (باللاتينية: Nepeta)
- المليسة (باللاتينية: Melissa)
- المونرد (باللاتينية: Monarda)